# Canada Goose

Canada Goose /'kænədə ɡus/ est une marque canadienne de vêtements d'extérieur pour les mois de temps froid. La société a été fondée en 1957 par  Sam Tick sous le nom Metro Sportswear Ltd.

## Histoire
En 1957, l'immigrant polonais Sam Tick fonde la société Metro Sportswear Ltd qui fabrique principalement des uniformes et des vêtements d'extérieur en laine. En 1972, le beau-fils de Tick, David Reiss, rejoint la société et la spécialise dans les vêtements rembourrés en duvet  pour les policiers, les gardes forestiers et autres agents publics travaillant en extérieur.
Au début des années 1980, David Reiss  reprend la société et renomme la marque Snow Goose.  Son fils Dani Reiss, qui intègre l'entreprise en 1997, fait pression pour que la production ne se fasse qu'au Canada et le convainc en 2000 de changer le nom en Canada Goose.
Dani Reiss prend la direction de l'entreprise en 2001. Il contribue à la croissance et au développement international de Canada Goose. L'entreprise passe de 3 millions de dollars de chiffre d'affaires en 2001 à 300 millions de dollars en 2015.

## Produits

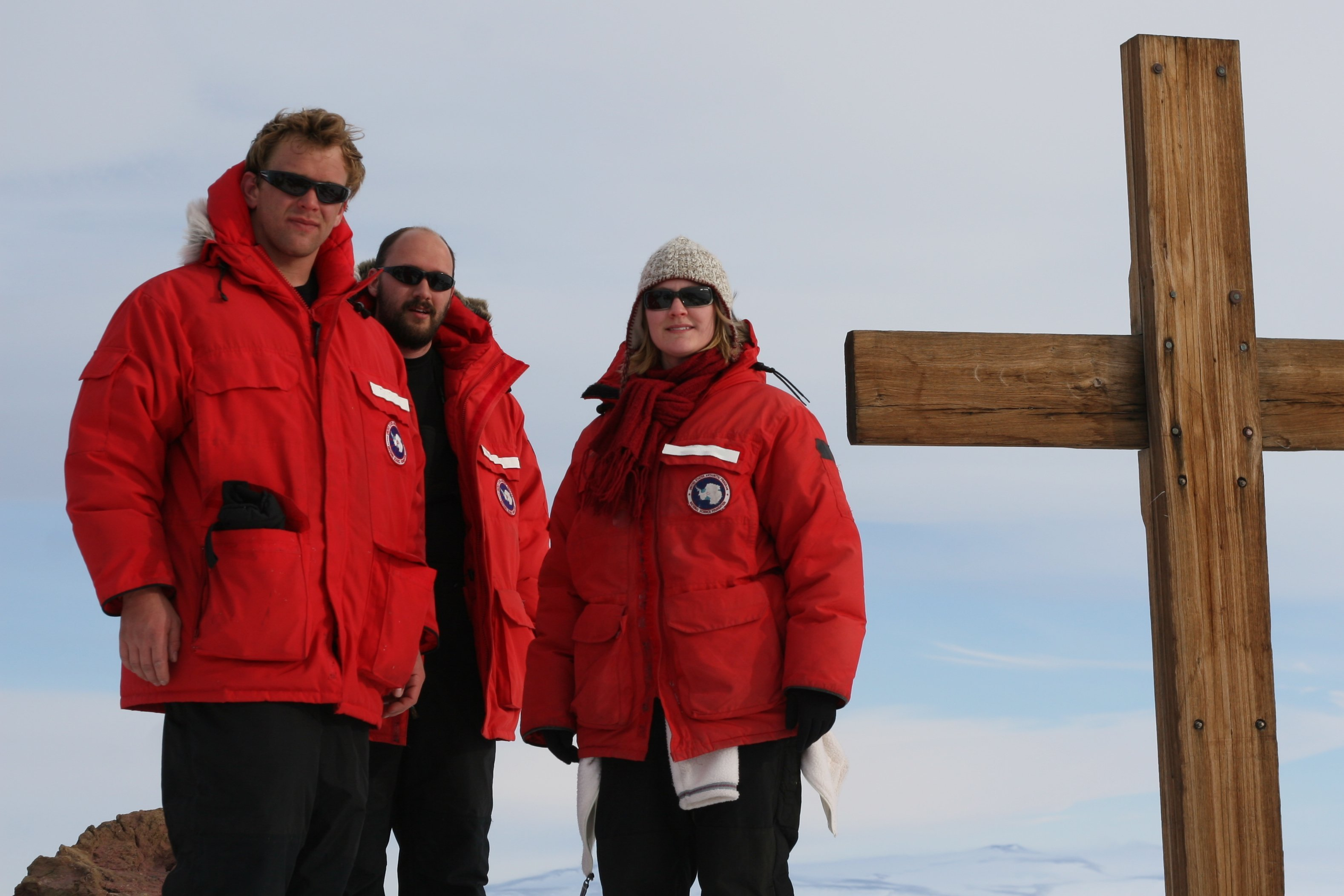
Trois personnes en Canada Goose à Observation Hill, Antarctica.

Canada Goose fabrique une large gamme de vestes, gilets, chapeaux, gants et autres vêtements  conçus pour des conditions de froid extrême. La marque a bénéficié d'une importante publicité gratuite par le fait d'être portée par de nombreuses célébrités, comme Matt Damon, Hilary Duff, Hayden Christensen ou Maggie Gyllenhaal. De plus, les vestes sont apparues dans plusieurs films d'Hollywood, portées entre autres par Nicolas Cage dans Benjamin Gates et le Trésor des Templiers, Jessica Alba dans Charlie, les filles lui disent merci, ou les chercheurs de la National Oceanic and Atmospheric Administration dans le film Le jour d'après, jusqu'à devenir des produits de mode.

## Contrefaçons
En raison du succès récent mais notable de la marque, celle-ci est victime d'un grand nombre de contrefaçons et communique largement sur le sujet[source secondaire souhaitée].

## Critiques
L'usage de fourrure de coyote sauvage par la marque est critiqué par les associations de défense des animaux. Ainsi, l'homme politique canadien Justin Trudeau a été critiqué par l'association PETA pour avoir porté avec sa famille des produits Canada Goose sur une carte de Noël. La marque justifie quant à elle l'utilisation de fourrure en présentant celle-ci comme la seule solution efficace pour protéger le visage en conditions de froid extrême et met en avant que le coyote est un animal considéré comme nuisible dans plusieurs régions. En plus de l'utilisation de fourrure les produits sont rembourrés avec des plumes et duvets de canard, ce qui avait fait scandale en raison de leur prélèvement sur des animaux vivants,,. 